# Ibrahima Tandia
Ibrahima Tandia (* 12. Juli 1993 in Longjumeau) ist ein französischer Fußballspieler senegalesischer Herkunft.

## Karriere
Tandia begann das Fußballspielen bei zwei lokalen Vereinen in der Umgebung von Paris, ehe er 2006 mit 13 Jahren in die Jugendabteilung des Profiklubs FC Sochaux wechselte. Dank seines Talents durchlief er die französische U-16 und die U-17-Auswahl mit insgesamt 17 Junioren-Länderspielen, auch wenn er dabei an keinem Turnier teilnehmen konnte. In der Saison 2010/11 stand er als 17-Jähriger erstmals im Kader der Reservemannschaft von Sochaux, für die er einige Spiele in der vierten Liga bestritt. Trotz des angeblichen Interesses des FC Chelsea und von Newcastle United entschied sich der junge Fußballer im August 2011 gegen einen Wechsel ins Ausland und unterschrieb stattdessen beim französischen Erstligisten SM Caen seinen ersten Profivertrag. 
Im Wesentlichen wurde Tandia zwar weiterhin in der zweiten Mannschaft eingesetzt, doch konnte er am 28. August 2011 sein Erstligadebüt geben, als er beim 2:3 gegen Stade Rennes in der 79. Minute eingewechselt wurde. Dies blieb sein einziger Saisoneinsatz für das Team, das am Ende der Spielzeit abstieg. Auch nach dem Abstieg wurde er kein weiteres Mal für die erste Auswahl Caens berücksichtigt; angesichts dessen löste er im Juli 2013 seinen bis 2014 laufenden Vertrag auf. Im Februar 2014 schloss er sich dem spanischen Zweitligisten Deportivo Alavés an, wurde in dessen erster Mannschaft aber nie eingesetzt. Nach seinem Vertragsende im darauffolgenden Sommer unterschrieb er zum 1. Oktober 2014 beim französischen Zweitligisten FC Tours und wurde dort fortan regelmäßig aufgeboten.